# ضرب زورخانه

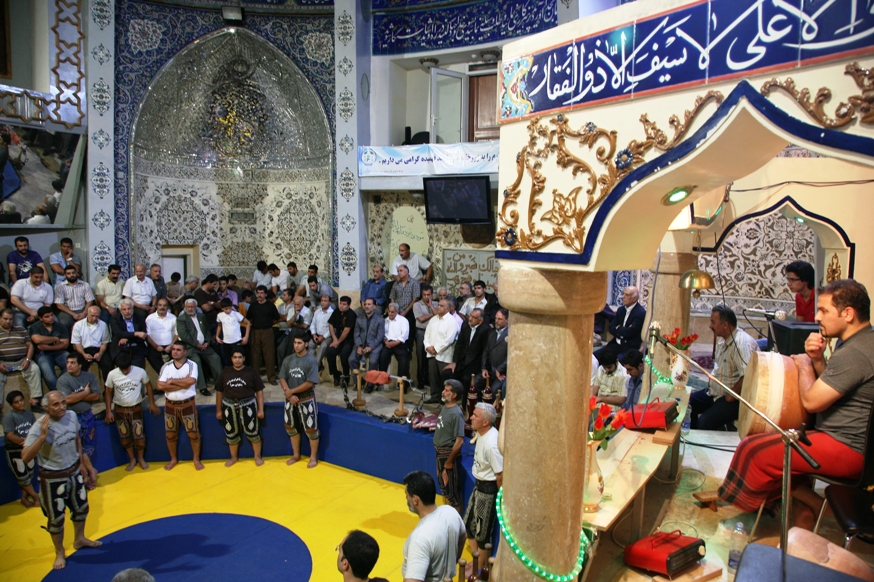
زورخانه‌ای در تهران. مرشد و ضرب در سمت راست تصویر

ضرب زورخانه گونه‌ای ساز کوبه‌ای است که در زورخانه‌ها نواخته می‌شود. این ضرب از ابزارهای کار مرشد زورخانه است. مرشد با این ضرب ریتم‌هایی را می‌نوازد و شعرهایی می‌خواند. ورزشکاران زورخانه حرکات خود را با این ریتم هماهنگ می‌کنند.
این ضرب از یک کاسهٔ سفالی شبیه به گلدان و کوزه ساخته می‌شود و سپس از پوست بز که بر روی این کاسه ضرب کشیده می‌شود برای نواختن ضرب استفاده می‌شود.
وزن ضرب از ۱۰ تا۲۰ کیلو متنوع می‌باشد. ضرب زورخانه باید کاملاً به صورت دایره باشد و هرگونه ترک در آن صدای ضرب را خراب می‌کند.
نحوهٔ پوست گرفتن ضرب بدین شکل است که ابتدا پس از دباغی پوست آن را در آب گذاشته و پس از نرم شدن آن را روی ضرب گذاشته و پوست را می‌کشند تا سفت شود. سپس با استفاده از سریش آن را به کناره‌های ضرب می‌چسبانند و با پارچه یا لنگ سفت می‌کنند.
به‌طور کلی دو نوع ریتم در ضرب زورخانه‌ای می‌توان به آن اشاره کرد، ۱-ریتم‌های سنتی ۲- ریتمهای مدرن (امروزی)؛ که در حال حاضر همین ریتم‌های مدرن مورد استفادهٔ مرشدان است و مرشدان کمتری هستند که ریتم‌های سنتی را بنوازند.
ریتم‌های ضرب زورخانه عبارت اند از: زیر و بم (قسمت کناره ضرب و قسمت وسط ضرب)
و همچنین مرشد باید ردیف‌ها و دستگاه‌های آوازی را بلد باشد. و مرشد باید به انواع ریتم‌ها و نت‌ها شناخت داشته باشد.